# Fino all'ultima staccata
Fino all'ultima staccata (Hitting the Apex) è un film del 2015 diretto da Mark Neale.
La voce narrante è di Brad Pitt, anche produttore della pellicola.

## Trama
Fino all’ultima staccata è la storia di sei grandi rivali, sei dei motociclisti più veloci di tutti i tempi: Valentino Rossi, Marco Simoncelli, Jorge Lorenzo, Daniel Pedrosa, Marc Márquez e Casey Stoner. Vittorie, sconfitte, sorpassi e prestazioni sempre al limite in sella ad una moto a 300 km/h.

## Distribuzione
Il film è uscito nelle sale il 23 settembre 2015.

## Accoglienza

### Incassi
In Italia, al botteghino, il film ha incassato 133.000 euro.